# Α-L-アラビノフラノシダーゼ
α-L-アラビノフラノシダーゼ (Alpha-L-arabinofuranosidase, EC 3.2.1.55) は、系統名をα-L-アラビノフラノシド アラビノフラノヒドロラーゼ (alpha-L-arabinofuranoside arabinofuranohydrolase) という酵素である。Arabinosidase、alpha-arabinosidase、alpha-L-arabinosidase、alpha-arabinofuranosidase、polysaccharide alpha-L-arabinofuranosidase、alpha-L-arabinofuranoside hydrolase、L-arabinosidase、alpha-L-arabinanase等と呼ばれることもある。α-L-アラビノシドの非還元末端α-L-アラビノフラノシド残基をエンド型で加水分解する化学反応を触媒する。
この酵素は、(1,3)-または (1.5)-結合を含むα-L-アラビノフラノシドやα-L-アラビナン、またアラビノキシランやアラビノガラクタンに対して作用する。